# Нубијски козорог
Нубијски козорог (лат. Capra nubiana) је врста сисара из реда папкара (Artiodactyla), фамилије шупљорожаца (Bovidae) и рода коза.

## Угроженост
Ова врста се сматра рањивом у погледу угрожености врсте од изумирања.

## Распрострањење
Ареал нубијског козорога обухвата већи број држава. Присутна је у следећим државама: Саудијска Арабија, Египат, Судан, Јордан, Израел, Оман и Јемен.
Изумрла је у Либану. Уведена је вештачки у Сирији. Присуство је непотврђено у Етиопији и Еритреји.

## Станиште
Станишта врсте су планине, брдовити предели и пустиње.